# Daler Kuzjajev
Daler Adjamovitj Kuzjajev (ryska: Далер Адьямович Кузяев), född 15 januari 1993 i Naberezjnyje Tjelny, är en rysk fotbollsspelare som spelar för franska Le Havre. Han representerar även Rysslands fotbollslandslag.

## Karriär
I oktober 2020 förlängde Kuzjajev sitt kontrakt i Zenit Sankt Petersburg med tre år.
Den 12 juli 2023 värvades Kuzjajev av franska Le Havre, där han skrev på ett tvåårskontrakt.